# 隅田公園

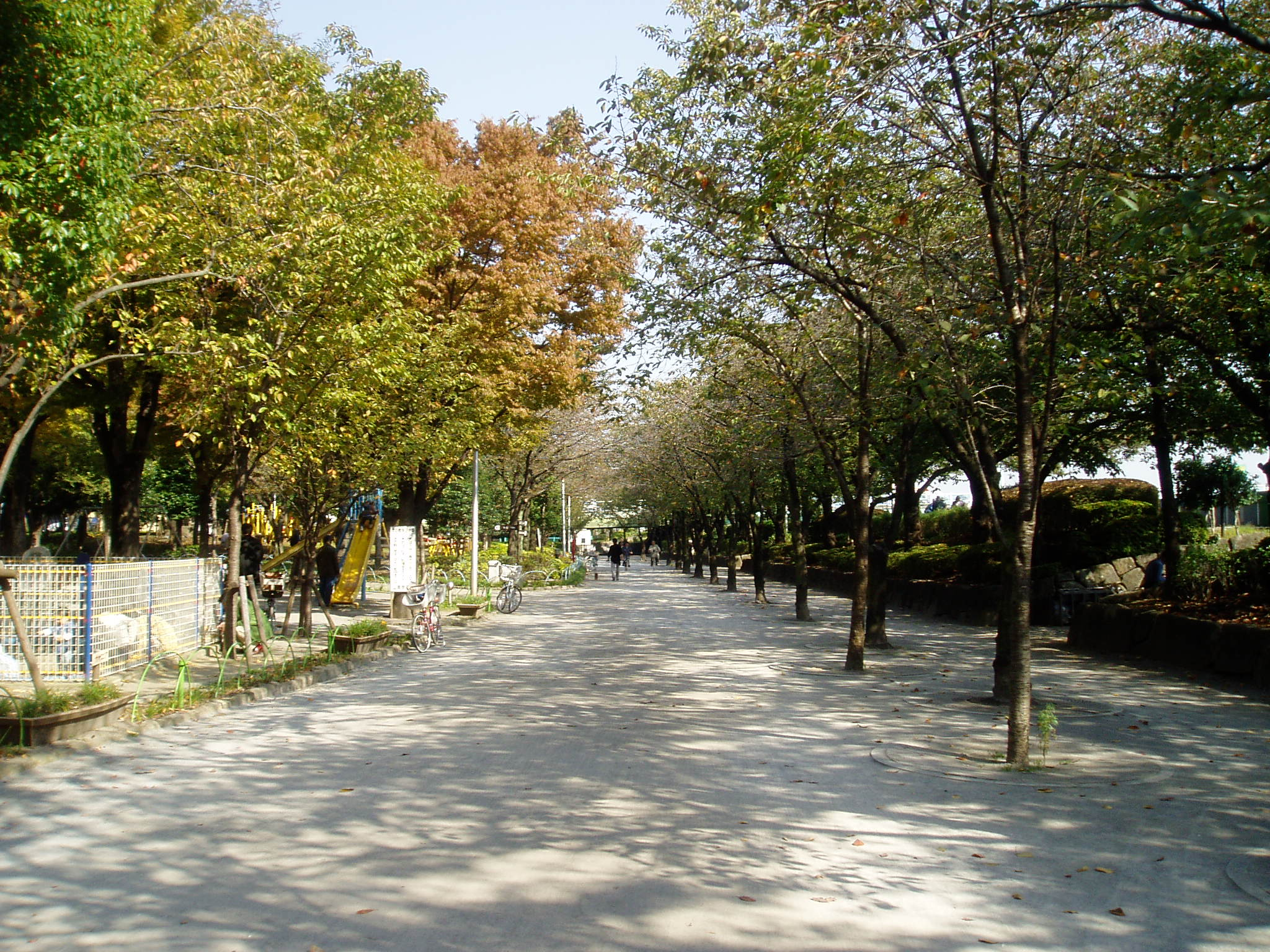
台東区側（2005年11月）

隅田公園（すみだこうえん）は、東京都の隅田川沿いにある公園で、右岸の台東区浅草、花川戸、今戸（北緯35度42分55秒 東経139度48分10.5秒 / 北緯35.71528度 東経139.802917度）と左岸の墨田区向島（北緯35度42分45秒 東経139度48分15秒 / 北緯35.71250度 東経139.80417度）にまたがる。春には桜が満開になり、夏には隅田川花火大会が行われる。

## 概要
この公園は、1923年に発生した関東大震災により、壊滅的な被害を受けた東京の復興事業の一環として、後藤新平の主導により浜町公園（中央区）、錦糸公園（墨田区）と並んで計画・整備された。その後、1975年4月に管理が東京都から墨田区・台東区へ移管されている。
長らく両岸の公園は直結しておらず、言問橋を介してのみ連絡していたが、1985年の桜橋開通により園路が結ばれた。また、2020年には東武鉄道隅田川橋梁に併設された歩道橋「すみだリバーウォーク」によっても結ばれることとなった。
公園内には約700本の桜があり、日本さくら名所100選に選定されていて、毎年さくらまつりが開催される。 約1キロメートルに渡る隅田川両岸の桜並木は、八代将軍徳川吉宗のはからいにより植えられた。江戸時代より花見シーズンには多くの出店が列び賑わう。
台東区では、2003年度から、区民や市民団体、企業などの協力を得て「隅田公園花の名所づくり事業」を進めている。公園にヒガンバナの植栽に続いて、平成18年度からは区の内外から「アジサイ株主」を募り、アジサイロードの整備を行った。2年間で3回の株主募集により千人以上から寄付を受けた。また山谷堀広場（北緯35度43分1秒 東経139度48分15秒 / 北緯35.71694度 東経139.80417度）には仮設劇場が設置され、平成中村座の公演が行われている。

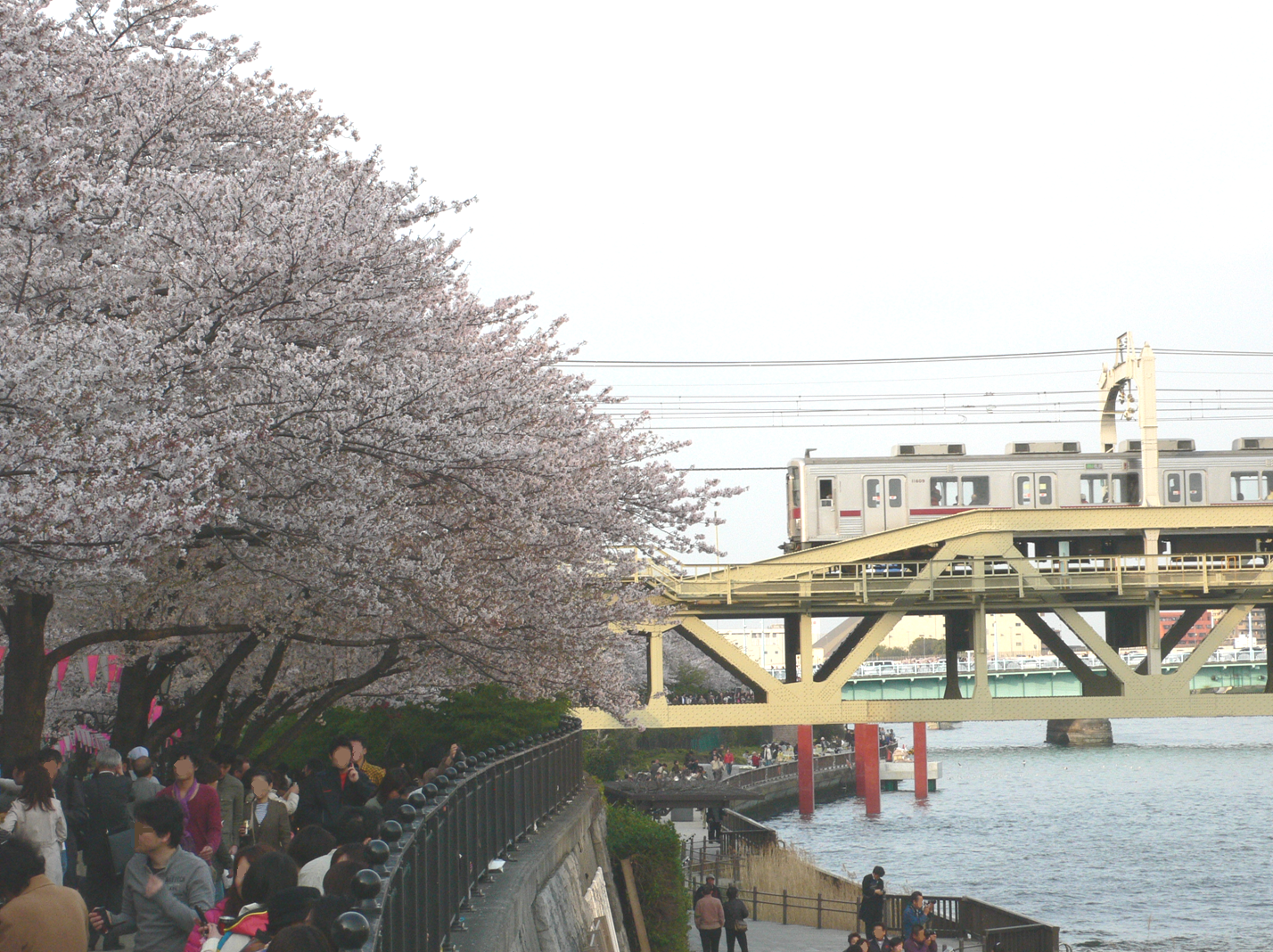
台東区側（2011年4月）
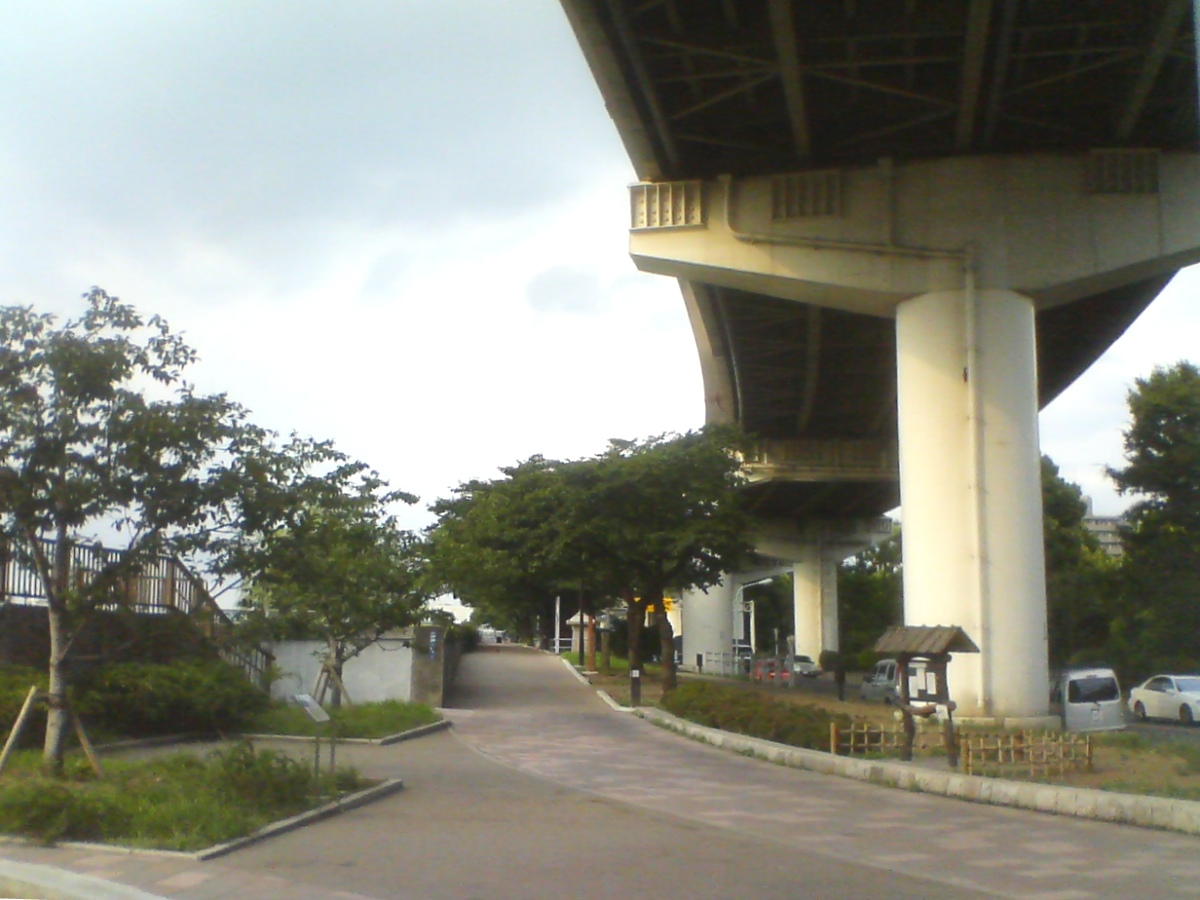
墨田区側（2008年8月）
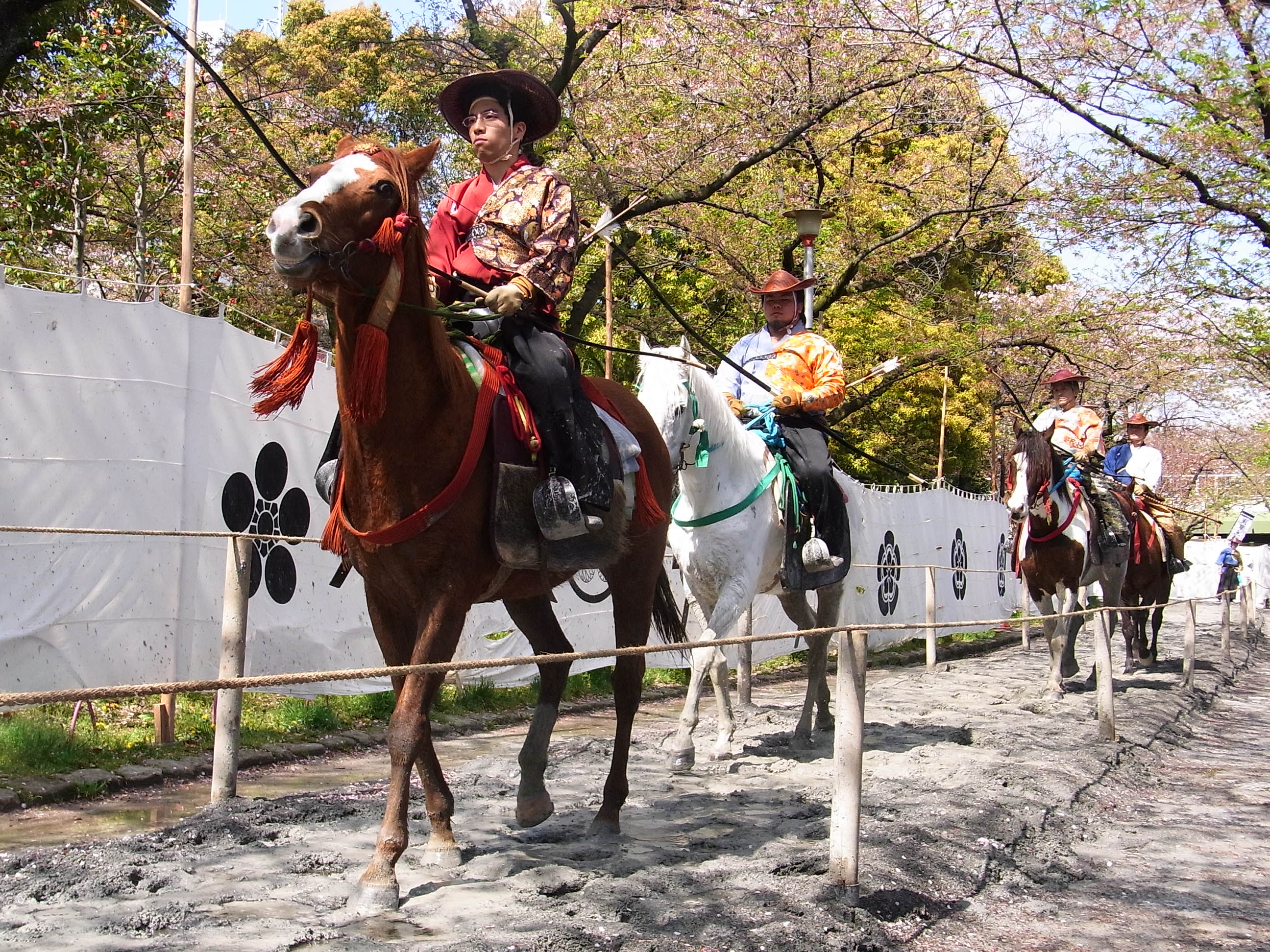
浅草流鏑馬（2010年4月20日）
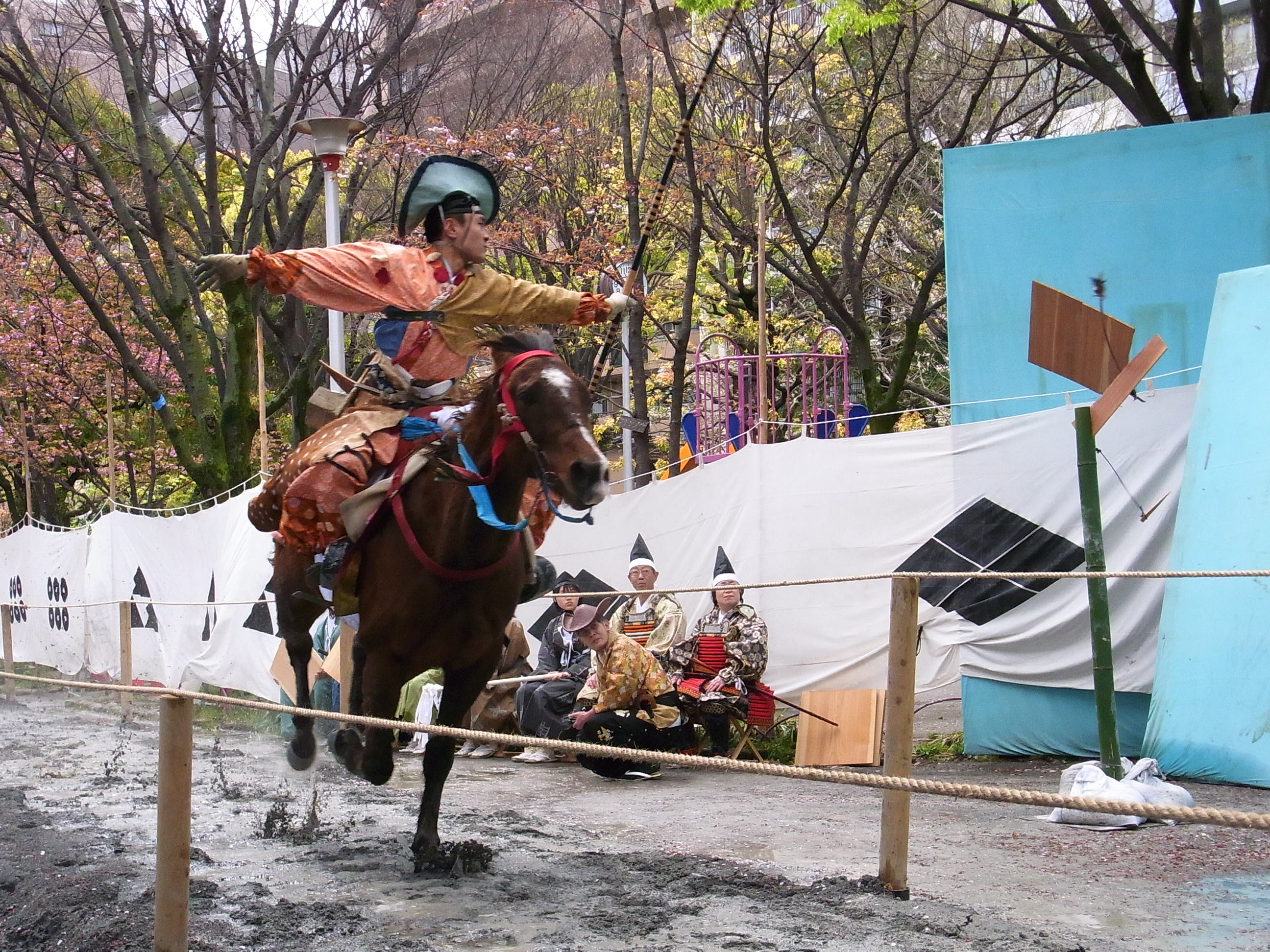
浅草流鏑馬（2010年4月20日）

## 水戸徳川家ゆかりの地
水戸徳川家の下屋敷は「小梅(こうめ)邸」と呼ばれ、現在の東京都墨田区向島にその姿を見ることができた。
本邸宅は、1693年（元禄6年）のときに幕府から拝領した屋敷であり、明治維新後の一時期は明治新政府により接収されるものの、やがて水戸徳川家に下賜され、以後、水戸徳川家の本邸として役割を果たしている。
小梅邸は、1923年（大正12年）の関東大震災により焼失してしまう。水戸徳川家の屋敷として活用されていた時期には、江戸幕府最後の将軍・徳川慶喜が度々訪れており、このときに徳川慶喜は、水戸藩11代（最後）の藩主「徳川昭武(あきたけ)」とともに、小梅邸やその周辺の景色を、趣味としていたカメラで撮影している。今では当時の人びとの暮らしを知るための貴重な写真史料である。
昭和時代になると、小梅邸のあった場所は「隅田公園」（墨田区・台東区）の区域に取り込まれていく。その後、小梅邸の遺構を活かした日本庭園が造られ、桜の名所として知られるようになり、大勢の人びとが憩う観光の地となったのである。

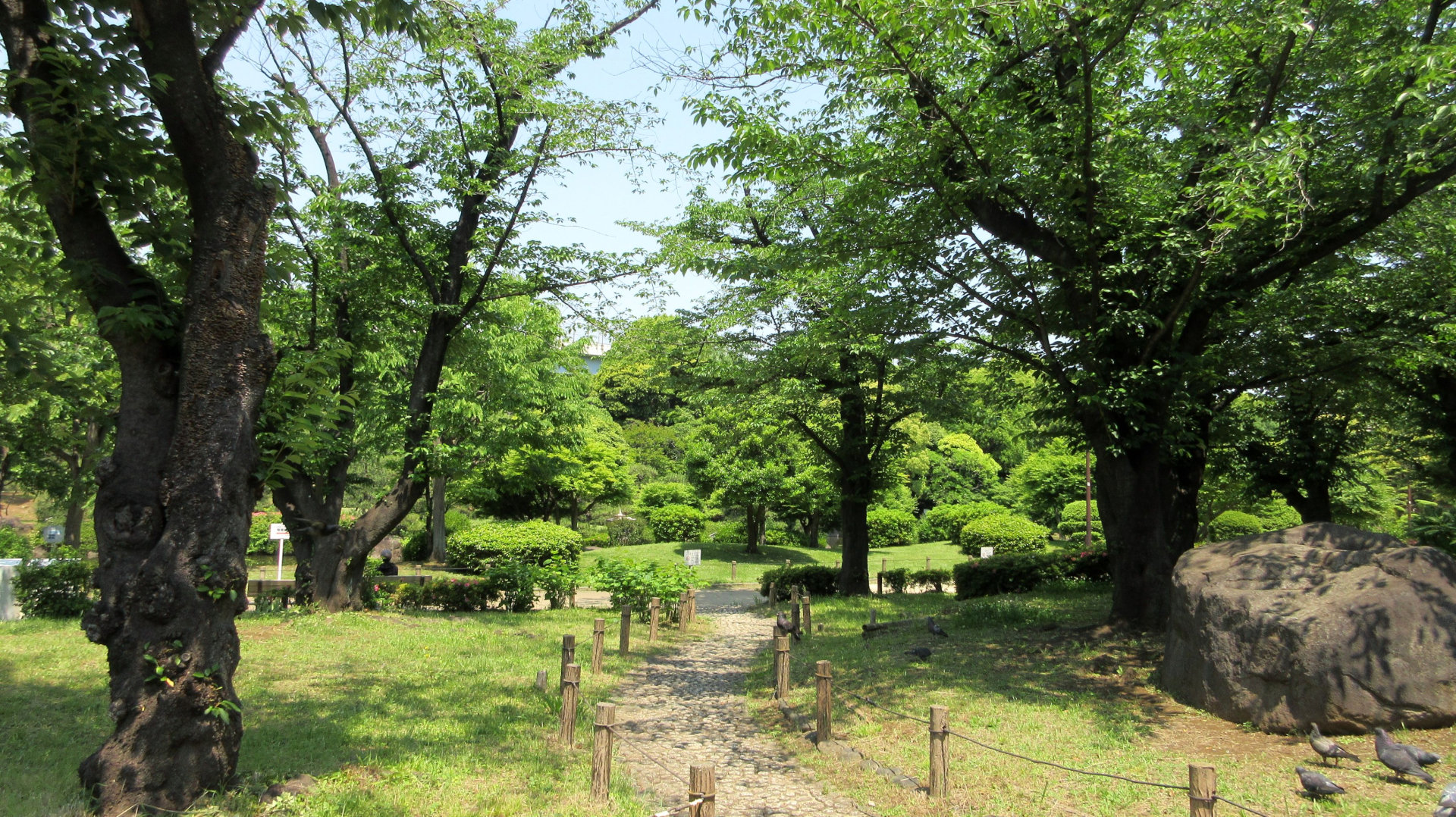
旧水戸藩小梅邸跡地の日本庭園
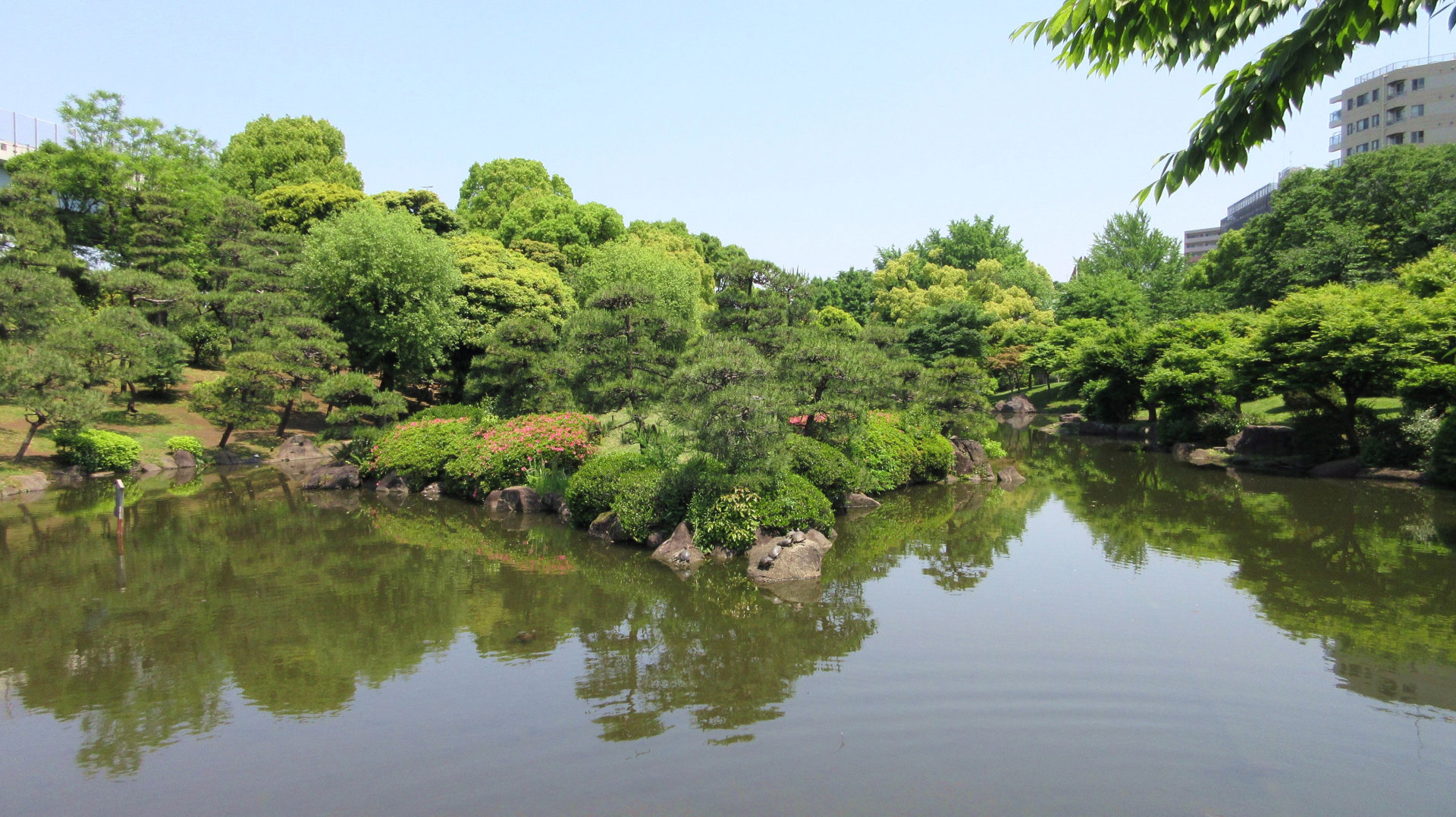
ひょうたん池
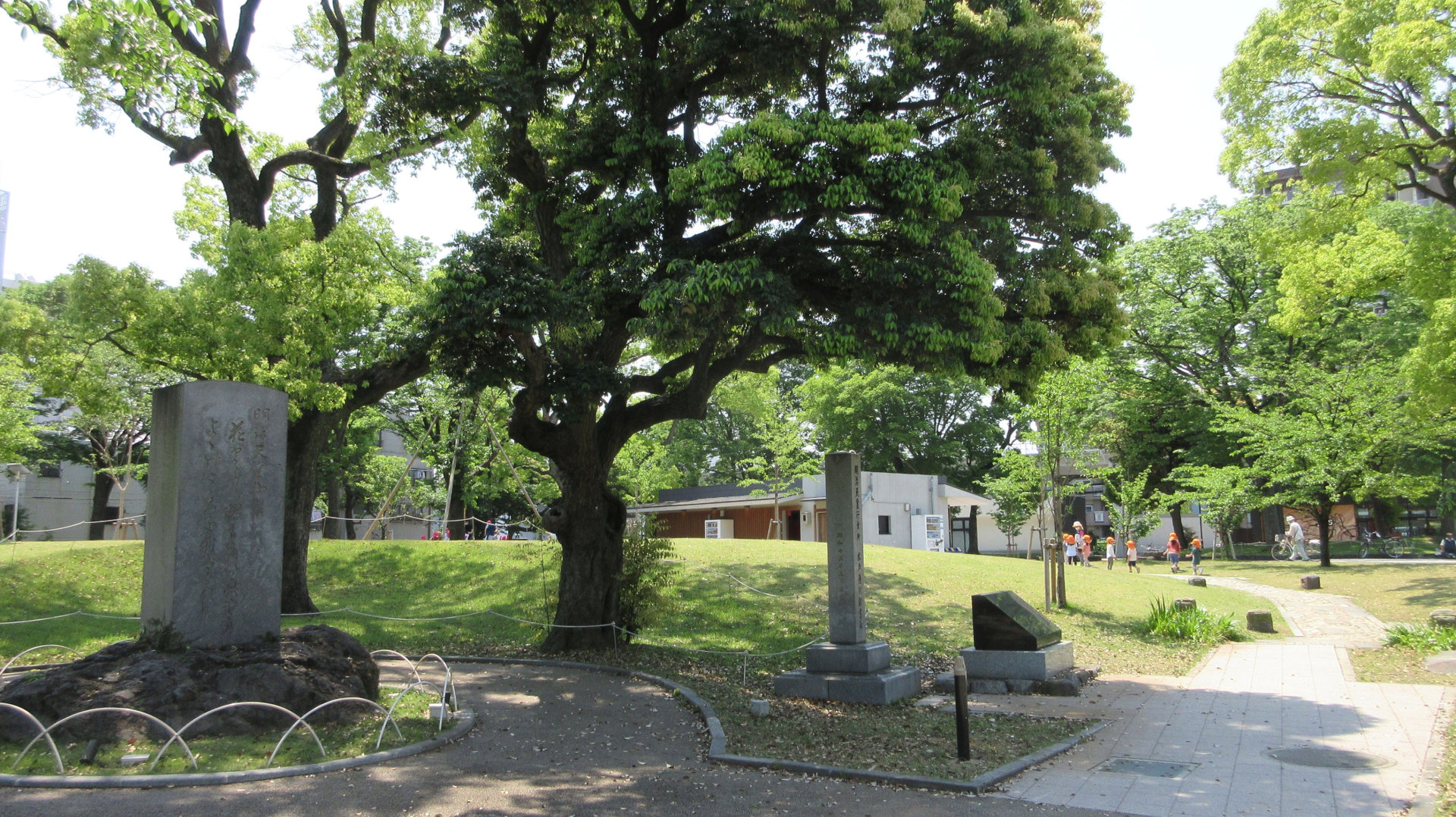
明治天皇御製歌碑
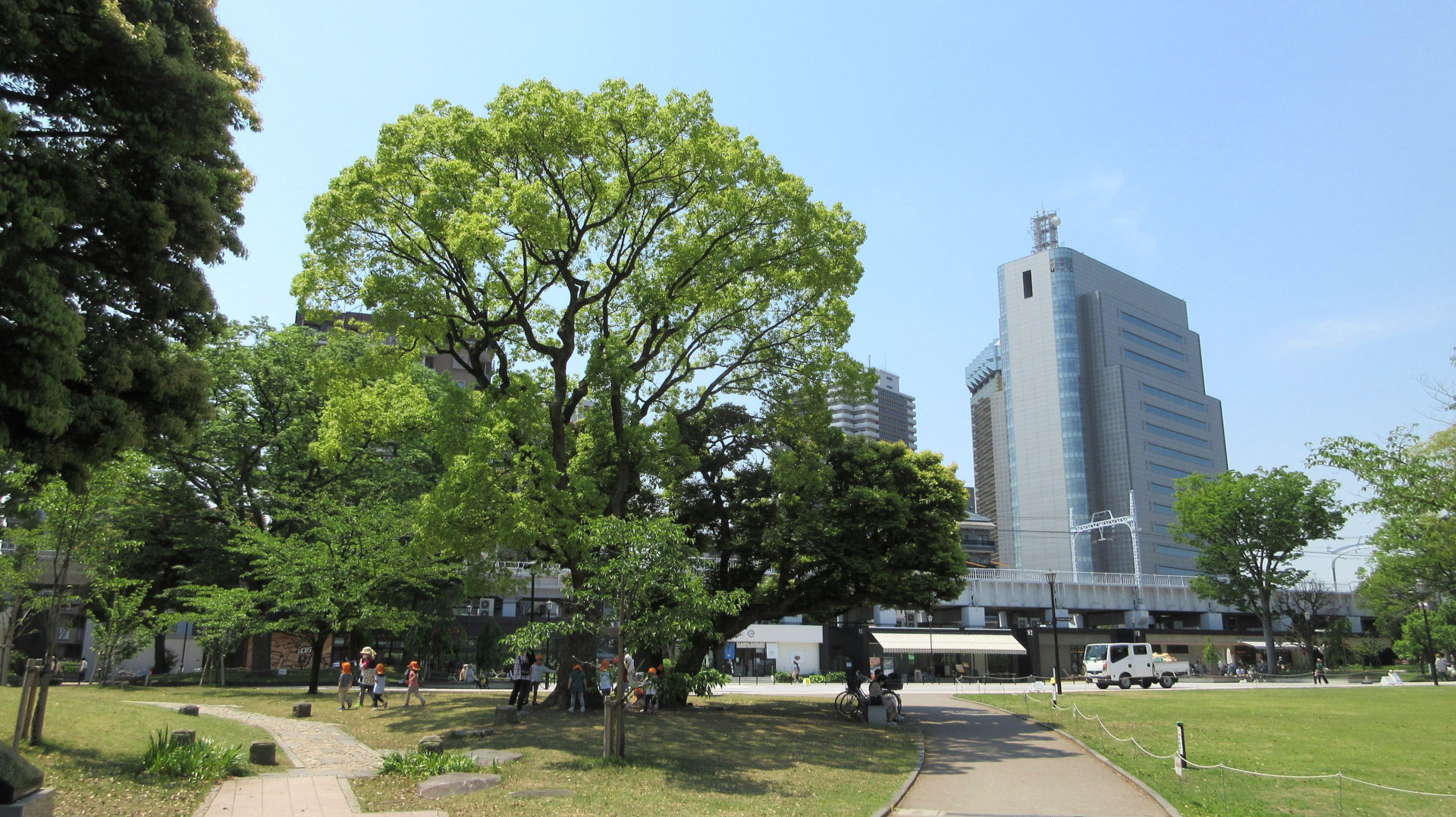
隅田公園に隣接する東京ミズマチ

## 主なイベント
梅まつり（2月）、桜まつり（3月）、流鏑馬（4月）、アジサイロード（6月）、隅田川花火大会（7月）、灯籠流し（8月）、フリーマーケット（毎月不定期）。平成中村座。

## 舞台となった作品
※発表年順。
- 夢に見た日々 - 1989年のテレビドラマ。千葉真一演ずる主人公が経営する喫茶店を再建する物語で[2]、言問橋の向島側が店の近くの公園という設定で登場する。